# Adel Meziani
Pour les articles homonymes, voir Meziani.
Adel Meziani est un footballeur algérien né le 24 mars 1978 à Souk Naamane dans la wilaya d'Oum El Bouaghi. Il évoluait au poste d'arrière gauche.

## Biographie
Adel Meziani évolue plusieurs saisons en Division 1 avec le club du CA Batna.
Avec cette équipe, il dispute 75 matchs en première division algérienne entre 2002 et 2006, inscrivant quatre buts. Ses statistiques avant l'année 2002 ne sont pas connues.